# فهرست کشورها بر پایه صادرات گندم
در زیر فهرستی از کشورها بر پایه صادرات گندم قرار دارد. داده‌ها مربوط به سال ۲۰۱۸ است که در پایگاه داده آماری سازمانی سازمان غذا و کشاورزی ملل متحد (فائو) گزارش شده‌است.
| #  | کشور                | ارزش میلیون دلار آمریکا |
| -- | ------------------- | ----------------------- |
| ۱  | ایالات متحده آمریکا | ۸٬۴۰۰                   |
| ۲  | کانادا              | ۵٬۷۰۰                   |
| ۳  | روسیه               | ۵٬۵۰۰                   |
| ۴  | فرانسه              | ۴٬۱۰۰                   |
| ۵  | استرالیا            | ۳٬۱۰۰                   |
| ۶  | اوکراین             | ۳٬۰۰۰                   |
| ۷  | آرژانتین            | ۲۴۰۰                    |
| ۸  | رومانی              | ۱۲۳۰                    |
| ۹  | آلمان               | ۱۱۶۰                    |
| ۱۰ | قزاقستان            | ۹۶۵٫۴                   |
| ۱۱ | بلغارستان           | ۸۴۹٫۷                   |
| ۱۲ | مجارستان            | ۴۸۲٫۱                   |
| ۱۳ | چک                  | ۴۰۶٫۰                   |
| ۱۴ | لهستان              | ۴۰۴٫۴                   |
| ۱۵ | لیتوانی             | ۳۷۶٫۸                   |

| #  | کشور                | مقدار تن   |
| -- | ------------------- | ---------- |
| ۱  | روسیه               | ۳۳٬۰۲۵٬۹۷۱ |
| ۲  | ایالات متحده آمریکا | ۲۷٬۲۹۹٬۲۱۴ |
| ۳  | کانادا              | ۲۲٬۰۶۱٬۵۰۰ |
| ۴  | استرالیا            | ۲۱٬۹۸۵٬۹۰۰ |
| ۵  | اوکراین             | ۱۷٬۳۱۴٬۲۷۸ |
| ۶  | فرانسه              | ۱۵٬۲۲۸٬۶۶۴ |
| ۷  | آرژانتین            | ۱۳٬۰۹۹٬۱۳۳ |
| ۸  | آلمان               | ۷٬۸۹۰٬۹۷۱  |
| ۹  | رومانی              | ۵٬۷۵۹٬۰۹۴  |
| ۱۰ | قزاقستان            | ۴٬۲۵۶٬۳۴۱  |